# Liste der Stolpersteine in Bischofswerda
Die Liste der Stolpersteine in Bischofswerda enthält sämtliche Stolpersteine, die im Rahmen des gleichnamigen Kunst-Projektes von Gunter Demnig in Bischofswerda verlegt wurden.

## Hintergrund
Mit diesen Gedenksteinen soll Opfern des Nationalsozialismus gedacht werden, die in Bischofswerda lebten und wirkten. Erste Stolpersteine wurde am 1. August 2015 verlegt. Insgesamt wurden bisher drei Steine an einer Adresse verlegt.

## Liste der Stolpersteine in Bischofswerda
Zusammengefasste Adressen zeigen an, dass mehrere Stolpersteine an einem Ort verlegt wurden. Die Tabelle ist teilweise sortierbar; die Grundsortierung erfolgt alphabetisch nach der Adresse. Die Spalte Person, Inschrift wird nach dem Namen der Person alphabetisch sortiert.
| Bild              | Adresse                 | Verlegedatum | Person, Inschrift                                                                                        | Kurzvita / Anmerkungen |
| ----------------- | ----------------------- | ------------ | --- | --- |
| weitere Bilder \| | Bischofstraße 15 (Lage) | 1. Aug. 2015 | Hier wohnte Samuel Hoffmann Jg. 1876 deportiert 1942 Theresienstadt Freiheitstransport 5.2.1945 Schweiz  | Samuel Hoffmann wurde am 1. Juli 1876 in Bautzen geboren. Ab 1910 betrieben er und seine Frau Friderike in Bischofswerda einen Textilwarenhandel. Im Rahmen der Judenverfolgung wurden sie 1942 in das KZ Theresienstadt deportiert. Friderike starb wahrscheinlich bereits in diesem Lager, während Samuel als schwer verletzter Häftling durch das Schweizer Rote Kreuz „freigekauft“ werden konnte. Ihre Tochter Hella Hoffmann emigrierte bereits 1933 aus Sorge vor den erstarkenden Nationalsozialisten nach Brasilien. Nach dem Krieg kehrte Samuel Hoffmann nach Bischofswerda zurück und zog 1947 nach Dresden, wo er am 17. Februar 1952 starb. |
| weitere Bilder \| | Bischofstraße 15 (Lage) | 1. Aug. 2015 | Hier wohnte Friderike Hoffmann geb. Dehnbsky Jg. 1877 deportiert 1942 Theresienstadt Schicksal unbekannt | Samuel Hoffmann wurde am 1. Juli 1876 in Bautzen geboren. Ab 1910 betrieben er und seine Frau Friderike in Bischofswerda einen Textilwarenhandel. Im Rahmen der Judenverfolgung wurden sie 1942 in das KZ Theresienstadt deportiert. Friderike starb wahrscheinlich bereits in diesem Lager, während Samuel als schwer verletzter Häftling durch das Schweizer Rote Kreuz „freigekauft“ werden konnte. Ihre Tochter Hella Hoffmann emigrierte bereits 1933 aus Sorge vor den erstarkenden Nationalsozialisten nach Brasilien. Nach dem Krieg kehrte Samuel Hoffmann nach Bischofswerda zurück und zog 1947 nach Dresden, wo er am 17. Februar 1952 starb. |
| weitere Bilder \| | Bischofstraße 15 (Lage) | 1. Aug. 2015 | Hier wohnte Hella Hoffmann Flucht Brasilien                                                              | Samuel Hoffmann wurde am 1. Juli 1876 in Bautzen geboren. Ab 1910 betrieben er und seine Frau Friderike in Bischofswerda einen Textilwarenhandel. Im Rahmen der Judenverfolgung wurden sie 1942 in das KZ Theresienstadt deportiert. Friderike starb wahrscheinlich bereits in diesem Lager, während Samuel als schwer verletzter Häftling durch das Schweizer Rote Kreuz „freigekauft“ werden konnte. Ihre Tochter Hella Hoffmann emigrierte bereits 1933 aus Sorge vor den erstarkenden Nationalsozialisten nach Brasilien. Nach dem Krieg kehrte Samuel Hoffmann nach Bischofswerda zurück und zog 1947 nach Dresden, wo er am 17. Februar 1952 starb. |